# كولين كوين
كولين كوين (بالإنجليزية: Colin Quinn)‏ هو كاتب سيناريو وممثل أمريكي، ولد في 6 يونيو 1959 ببروكلين في الولايات المتحدة.

## أعمال

### أفلام
- (2010) البالغون[5][6][7]
- (2013) البالغون 2
- (2015) كارثة
- (2017) ساندي ويكسلر

### مسلسلات
- العرض المتأخر مع ديفيد ليترمان

## وصلات خارجية
- كولين كوين على موقع IMDb (الإنجليزية)
- كولين كوين على موقع ألو سيني (الفرنسية)
- كولين كوين على موقع ميوزك برينز (الإنجليزية)
- كولين كوين على موقع أول موفي (الإنجليزية)
- كولين كوين على موقع قاعدة بيانات برودواي على الإنترنت (الإنجليزية)
- كولين كوين على موقع قاعدة بيانات الأفلام السويدية (السويدية)
- كولين كوين على موقع إن إن دي بي (الإنجليزية)
- كولين كوين على موقع ديسكوغز (الإنجليزية)
- كولين كوين على موقع قاعدة بيانات الفيلم (الإنجليزية)
- كولين كوين على موقع كينوبويسك (الروسية)